# Цеге-фон-Мантейфели
Це́ге-фон-Манте́йфели, первоначально Зо́йе, затем Цо́йе, Цо́йге, Це́ге, Цо́ге, Цёге (нем. Soye, Zoye, Zeuge, Szoege, Zoge, Zoege, Zoege von Manteuffel) — прибалтийский немецкий баронский и графский род, большинство представителей которого в XVIII — начале XX века являлись подданными России и в обиходе писались просто Мантейфелями. Род Цеге-фон-Мантейфель был занесён в  дворянские матрикулы всех трёх Прибалтийских губерний Российской империи и острова Эзеля (Сааремаа).
Этот род не следует путать с баронским родом Мантейфелей, происходящим из Померании, представители которого служили в Пруссии, Саксонии и Баварии (баварская ветвь имела графский титул). Необходимо иметь в виду, что когда речь о персоналиях по фамилии Мантейфель, живших в России и состоявших на русской службе, это почти всегда (если не всегда) Цеге-фон-Мантейфели. 

## Происхождение фамилии
Возможной этимологией фамилии Зойе/Цойе является славянское наименование крикливой птицы сойки (лат. Garrulus glandarius, пол. sójka, словен. šoja).
Фонетическое различие немецких вариантов фамилии объясняется вариативностью в нижненемецком языке звуков g / j, которые являются позиционными аллофонами (ср. название ржи: др.-англ. ryge → англ. rye).
Дополнение «фон-Мантейфель» к изначальной фамилии появилось лишь в 1600 г., когда его впервые применил Эбергард Цеге, и его источник едва ли может быть с лёгкостью определён. О. М. Штакельберг выдвинул гипотезу, что «Мантейфель» восходит к искажённому просторечному наименованию сойки на немецком: Manduvel, — в таком случае дополнение может быть вызвано желанием носителей фамилии упрочить таким образом версию о происхождении названия рода от этой птицы.

## История

### Дания
Род Цеге происходит, вероятно, из Штральзунда или с острова Рюген в Померании — между 1248 и 1252 гг. в документах Яромира Рюгенского упоминается вассал шверинской церкви рыцарь Тидерикус Цойге. В старейшей городской книге Штральзунда в 1281 г. упоминается Вильбрандус Цойе, а в 1296 г. — Германнус Цоге. Внимание привлекает также тот факт, что Зойе в Эстонии использовали практически тот же герб, что и одна из линий славянских рюгенско-поморских князей — род Путбусов. Гербы многих немецких вассалов и министериалов во многих случаях происходят от гербов их сюзеренов. В 1219 г. рюгенский князь Вицлав с дружиной сопровождал короля Вальдемара II в его походе в Эстонию, и там они вместе с присоединившимися к ним немцами одержали победу над эстами. В связи с этим не исключается возможность приезда рюгенских вассалов по фамилии Зойе в Виронию именно в ходе этих событий.
11 июня 1325 г. в числе 40 датских вассалов в Виронии, поручившихся собрать 2000 марок серебра королю Христофору II, был упомянут Герхард Зойе. В 1333 г. в Дерпте упоминается каноник Иоганн «по прозванию Цоге». Это почти одновременное упоминание представителей данного рода свидетельствует о его прибытии в Прибалтику ещё в XIII веке. Самой ранней из сохранившихся печатей рода является изображение орла над двумя полосами в документе, выданном в Ревеле 30 июня 1390 г. по случаю смерти Клауса Зойе, сына или внука родоначальника Герхарда Зойе.

### Швеция
Род баронов Цеге-фон-Мантейфелей был внесен в матрикул курляндского дворянства 17 октября 1620 года.
Грамотой Шведского короля Густава III, от 1772 года, шведский посланник в Берлине, генерал-лейтенант, Оттон-Яков Цеге-фон-Мантейфель возведен, с нисходящим его потомством, в баронское королевства Шведского достоинство.

### Россия
Определениями Правительствующего Сената, от 10 июня 1853 и 28 февраля 1862 годов, за курляндской дворянской фамилией Цеге-фон-Мантейфель признан баронский титул. Определением Правительствующего Сената, от 4 октября 1854 года, утвержден в баронском достоинстве гвардии поручик Николай Георгиевич Цеге-фон-Мантейфель.
Грамотой Римского Императора Франца I, от 27 (16) aпреля 1759 года, старший ландрат Эстляндии Готгард Иоганн Андреевич Цеге-фон-Мантейфель (1690—1763) возведён, с нисходящим его потомством, в графское Римской империи достоинство. На принятие означенного достоинства и пользование им в России последовало, 15 марта 1762 года, Высочайшее соизволение.

## Представители рода
- Мантейфель, Александра Яковлевна (1889—1961) — русский и советский учёный-биолог.
- Мантейфель, Андрей Андреевич (1762—1832) — русский государственный деятель, сенатор.
- Мантейфель, Борис Петрович (1907—1989) — советский гидробиолог, лауреат Сталинской премии, сын П. А. Мантейфеля.
- Мантейфель, Иван Васильевич (1771—1813) — русский военачальник эпохи наполеоновских войн, генерал-майор.
- Мантейфель, Пётр Александрович (1882—1960) — русский и советский зоолог-натуралист, лауреат Сталинской премии второй степени (1941), сын А. П. Цёге фон Мантейфеля.
- Мантейфель, Юрий Борисович (1933–2016) — русский биолог и натуралист, заведующий лабораторией сравнительной нейробиологии млекопитающих Института проблем экологии и эволюции им. Северцова РАН, сын Б. П. Мантейфеля.
- Цёге-фон-Мантейфель, Александр Петрович (1835—1899) — писатель.
- Цёге-фон-Мантейфель, Анатолий Петрович — Георгиевский кавалер; ротмистр; 13 октября 1916.
- Цеге-фон-Мантейфель, Вернер Германович (1857—1926) — хирург, профессор Дерптского университета (с 1899).
- Цеге-фон-Мантейфель, Ганс (1894—1919) —  военный деятель, политик, в годы Гражданской войны в России — один из создателей Прибалтийского ландесвера.
- Цёге-фон-Мантейфель, Генрих (умер в 1701 году) — русский военачальник, генерал-поручик.
- Мантейфель, Густав фон (1826—1916) — российский учёный-этнограф, исследователь латгальского фольклора, писавший на немецком и польском языках.
- Цёге-фон-Мантейфель, Карл Магнус (1789—1844) —  российский публицист, писавший на немецком языке.
- Цёге-фон-Мантейфель, Николай Андреевич — Георгиевский кавалер; подполковник; № 7247; 17 декабря 1844.
- Цёге-фон-Мантейфель, Николай Максимович (1827—1889) — русский военачальник, генерал-лейтенант, участник Туркестанских походов и Русско-турецкой войны 1877—1878 годов.
- Цёге-фон-Мантейфель, Отто Петрович — Георгиевский кавалер; подполковник; № 8476; 26 ноября 1850.
- Цёге-фон-Мантейфель, Пётр Андреевич — подполковник, Георгиевский кавалер; № 7238; 17 декабря 1844; в 1838 году командир Ярославского гарнизонного батальона.